# Chromatopelma
Chromatopelma es un género monotípico de arañas migalomorfas de la familia Theraphosidae. Su única especie es la tarántula azul de Paraguaná (Chromatopelma cyaneopubescens) (Strand, 1907), originaria de Venezuela, siendo endémica de la península de Paraguaná en el Falcón. Esta especie se encuentra en peligro de extinción
debido al sobrepastoreo y la destrucción de su hábitat, así como el tráfico ilegal de la especie como mascota.

## Descripción
Sus patas son de color azul metálico, su caparazón es de color azul-verde y el abdomen de color naranja.

## Distribución geográfica
La tarántula azul (Chromatopelma cyaneopubescens) es endémica de los bosques seco-tropicales de la península de Paraguaná, ubicada en el estado falcón, al norte de Venezuela. Donde se le puede conseguir en casi todos los ecosistemas de la península incluyendo las áreas más desérticas y salinas. 
Durante décadas la extracción de Chromatopelma cyaneopubescens como mascota fuera de Paraguaná ha traído como consecuencia que se puedan encontrar ejemplares en otras regiones del país; esto, sumado a que la especie pueda estar migrando de la península por acción del cambio climático hacia la sierra de falcón y lara, otro de los factores que ha influido en la dispersión de la especie fuera de Paraguaná es la movilización de frutas y hortalizas como melón y cebolla a otras regiones del país.

## Amenazas

### Destrucción de su hábitat
Esta especie tiene como principal amenaza el sobrepastoreo y la destrucción de los bosques seco-tropicales de la península de Paraguaná; Por acción de la tala y quema con fines de cultivo o la expansión de las áreas rurales, se estima que las fumigaciones y el uso de múltiples pesticidas en terrenos de cultivo ha provocado la migración y aislamiento de las poblaciones de la Tarántula Azul, esto a provocado la existencia de incesto entre ejemplares de la misma genética lo cual a provocado la existencia de especímenes más débiles que viven menos tiempo del que usualmente vive la especie y menos resistente.
Las poblaciones más importantes de esta especie se localizan en los monumentos naturales: Montecano y el monumento natural cerro Santa Ana, así como en el Parque metropolitano Laguna de Guaranao, estos contienen algunos de los bosques seco-tropicales que se protegen en la península, cabe recalcar que existen poblaciones en maraven, jadacaquiva, el cayude y punta cardón.

### Tráfico ilegal
La tarántula azul pese a estar en peligro de extinción, durante más de 3 décadas ha sido una víctima del tráfico y comercio ilegal de fauna silvestre que existe en Venezuela, muchos coleccionistas y amantes de los animales exóticos la ven como una potencial mascota exótica debido a que no requiere de cuidados complicados, esto a provocado que muchas personas visiten la península de Paraguaná solamente con el fin de capturar estas tarántulas y venderlas a nivel internacional. Muchas personas del interior y oriente de Venezuela trafican esta araña lo que a provocado que Chromatopelma cyaneopubescens llegue a otros bosques de Venezuela a los cuales no pertenece, reproduciéndose y compitiendo con otras especies de tarántula. A partir del 2015 fue catalogado como especie en peligro, luego de que en 2013 el número de ejemplares descendió de manera increíble y alarmante.

### Otras amenazas
Chromatopelma cyaneopubescens es una especie que los pobladores locales de Paraguaná suelen matar y erradicar, esto por la falta de educación ambiental y la perseverancia de la aracnofobia por partes de quienes consideran que la especie puede ser letal y dañina. A nivel internacional no se ha estudiado ni tomado medidas para su conservación ni para regular la compra y venta de esta especie.

## Medidas de conservación
Actualmente las poblaciones más protegidas se encuentran en el Monumento natural montecano y en el monumento natural cerro Santa Ana. La conservacionista Yenifer Revilla Thielen es quien lleva años estudiando, protegiendo y llevando a cabo planes educativos que favorezcan a la conservación de la especie. 

## Galería

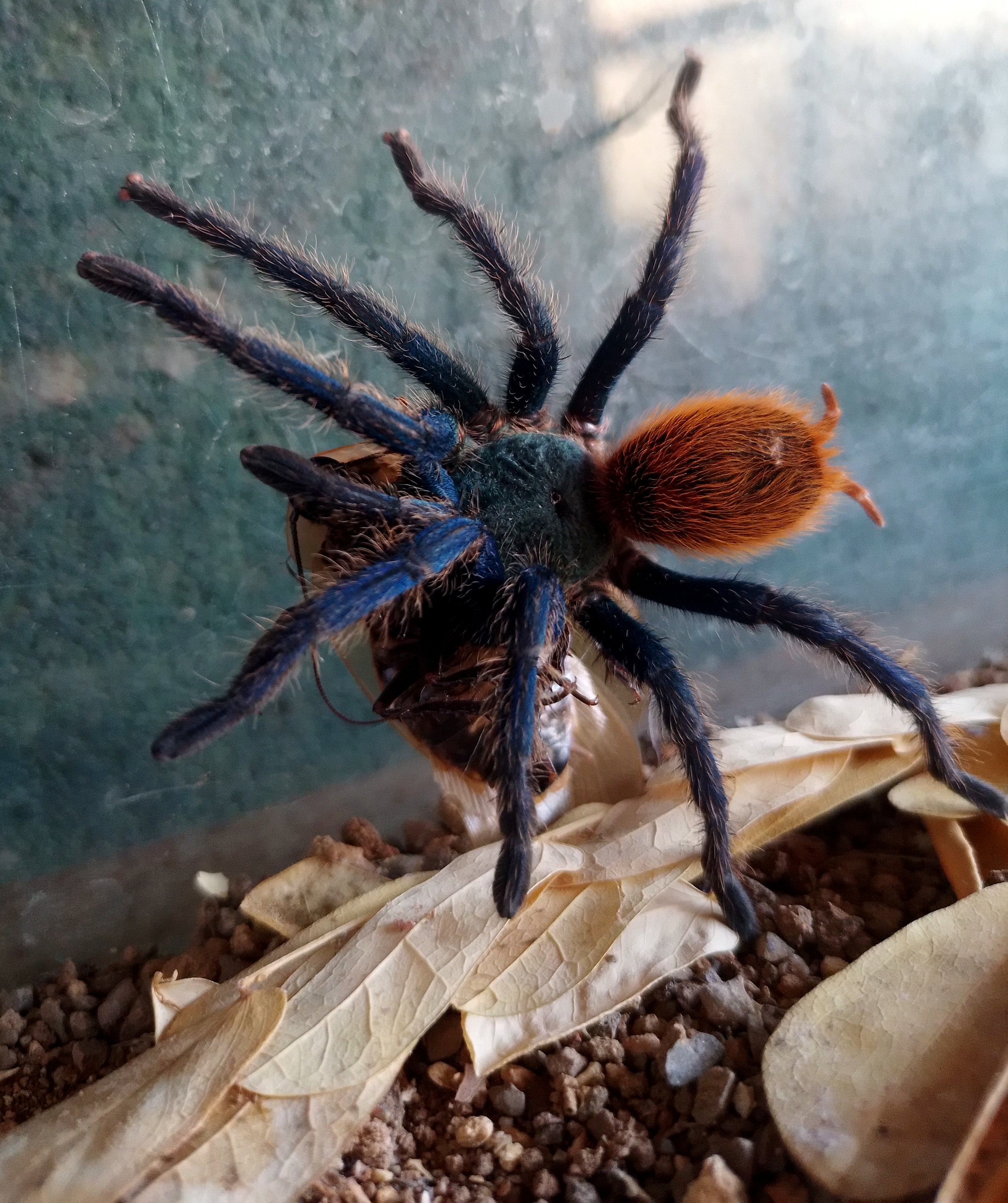
Ejemplar en el Zoológico de Paraguaná
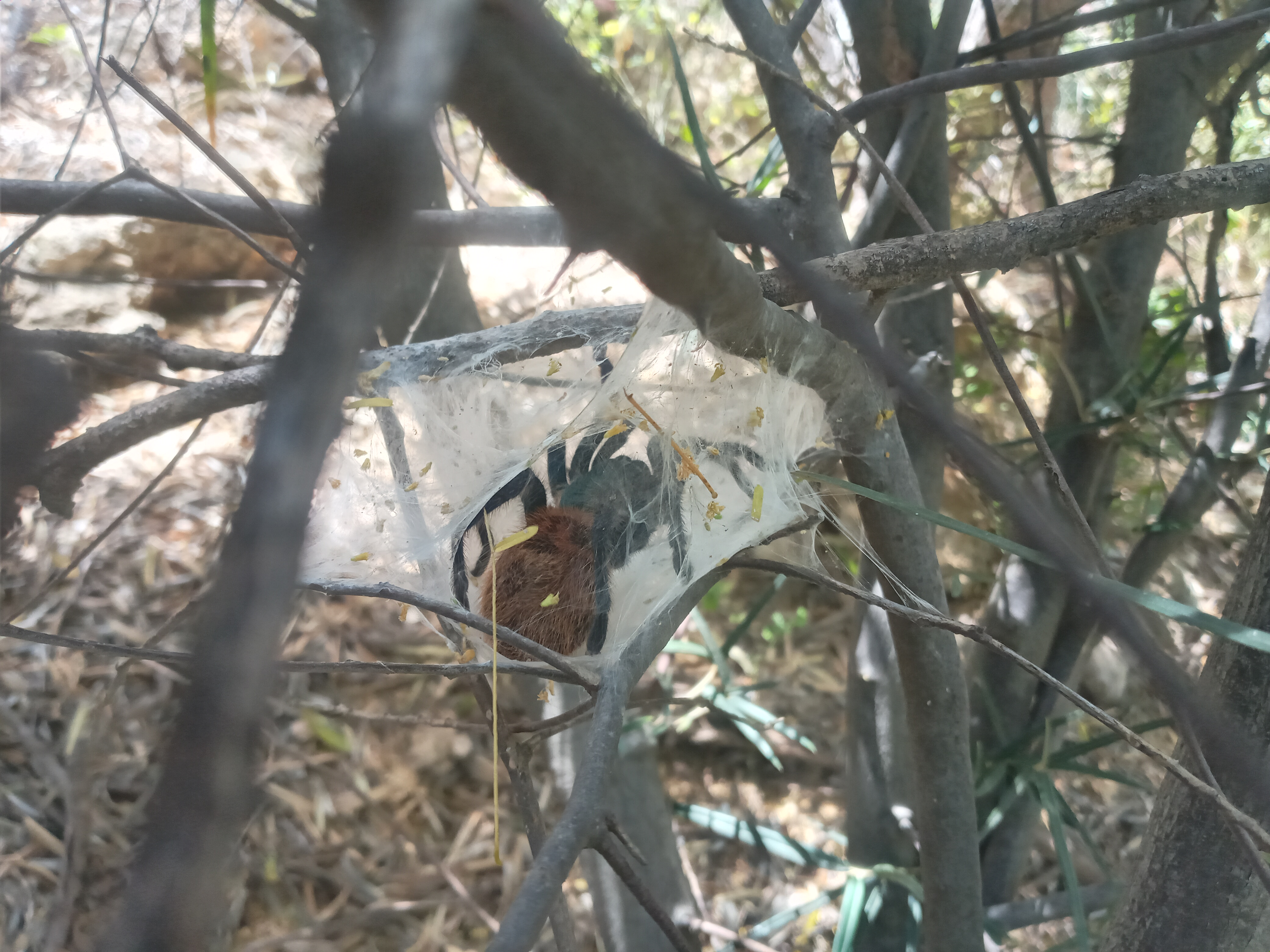
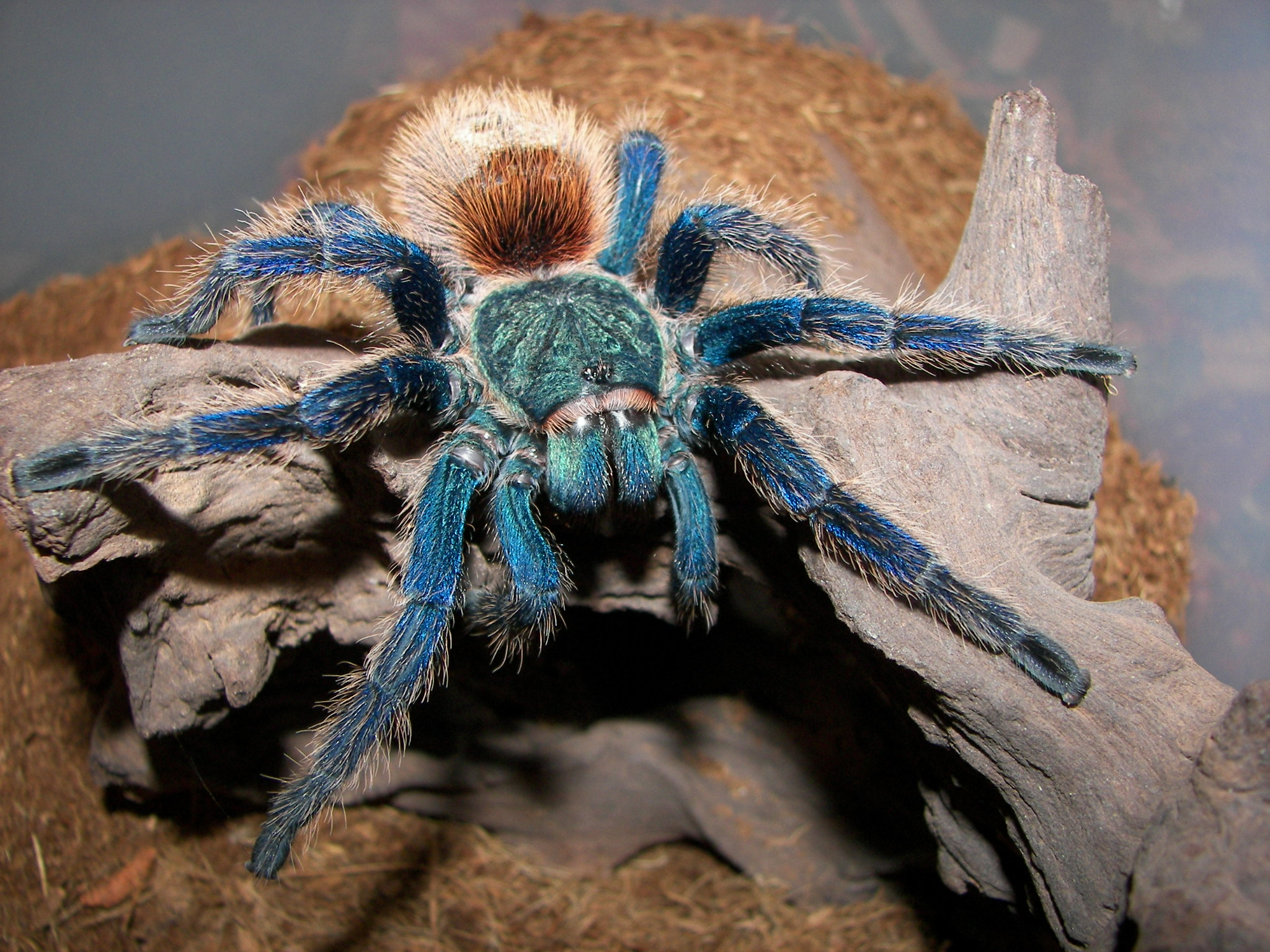
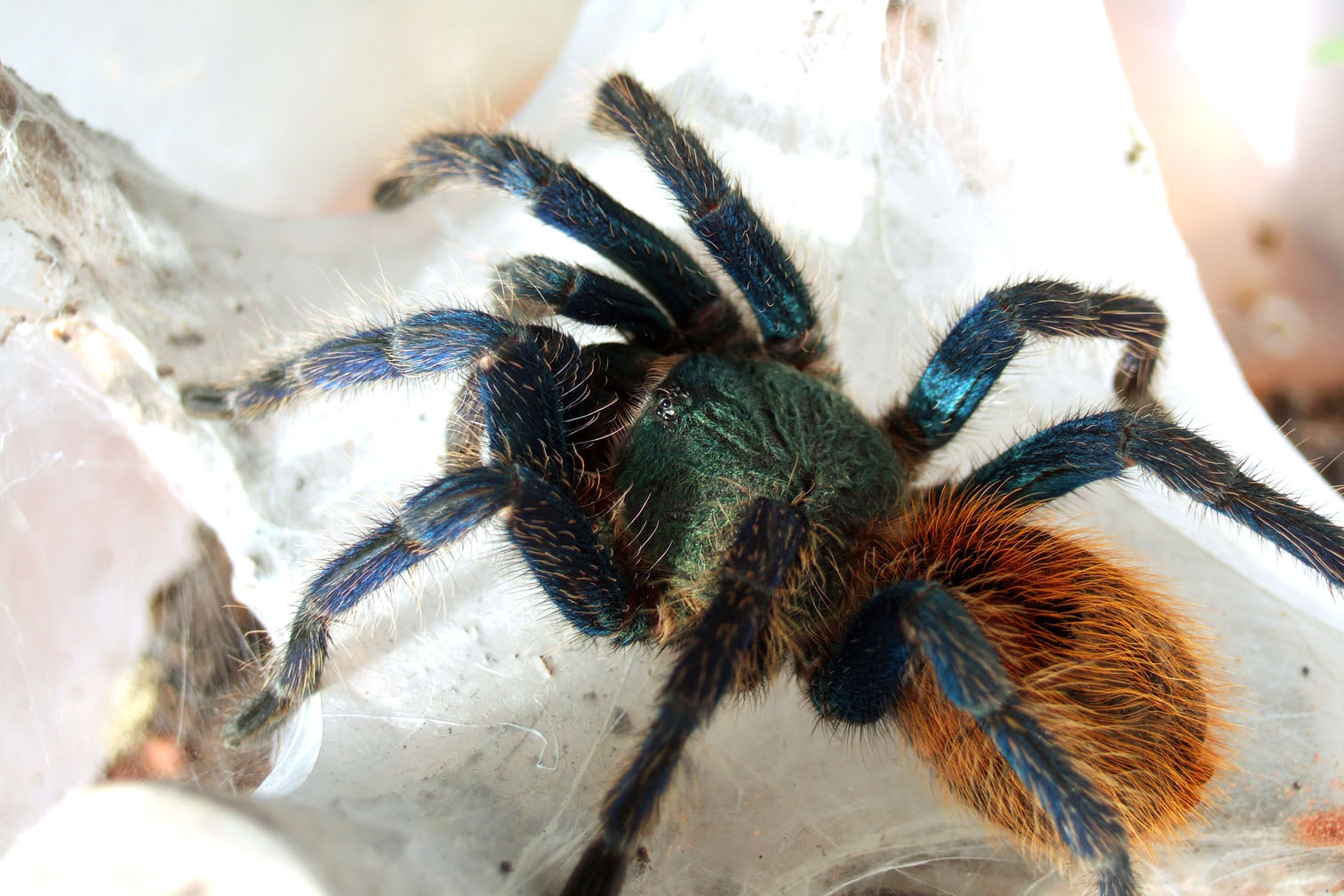
Hembra
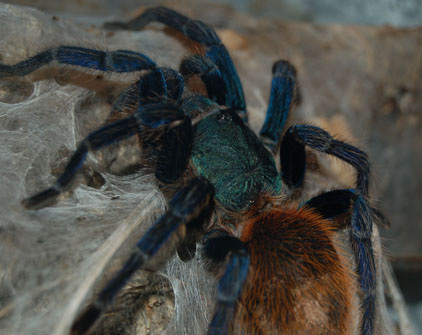
Hembra
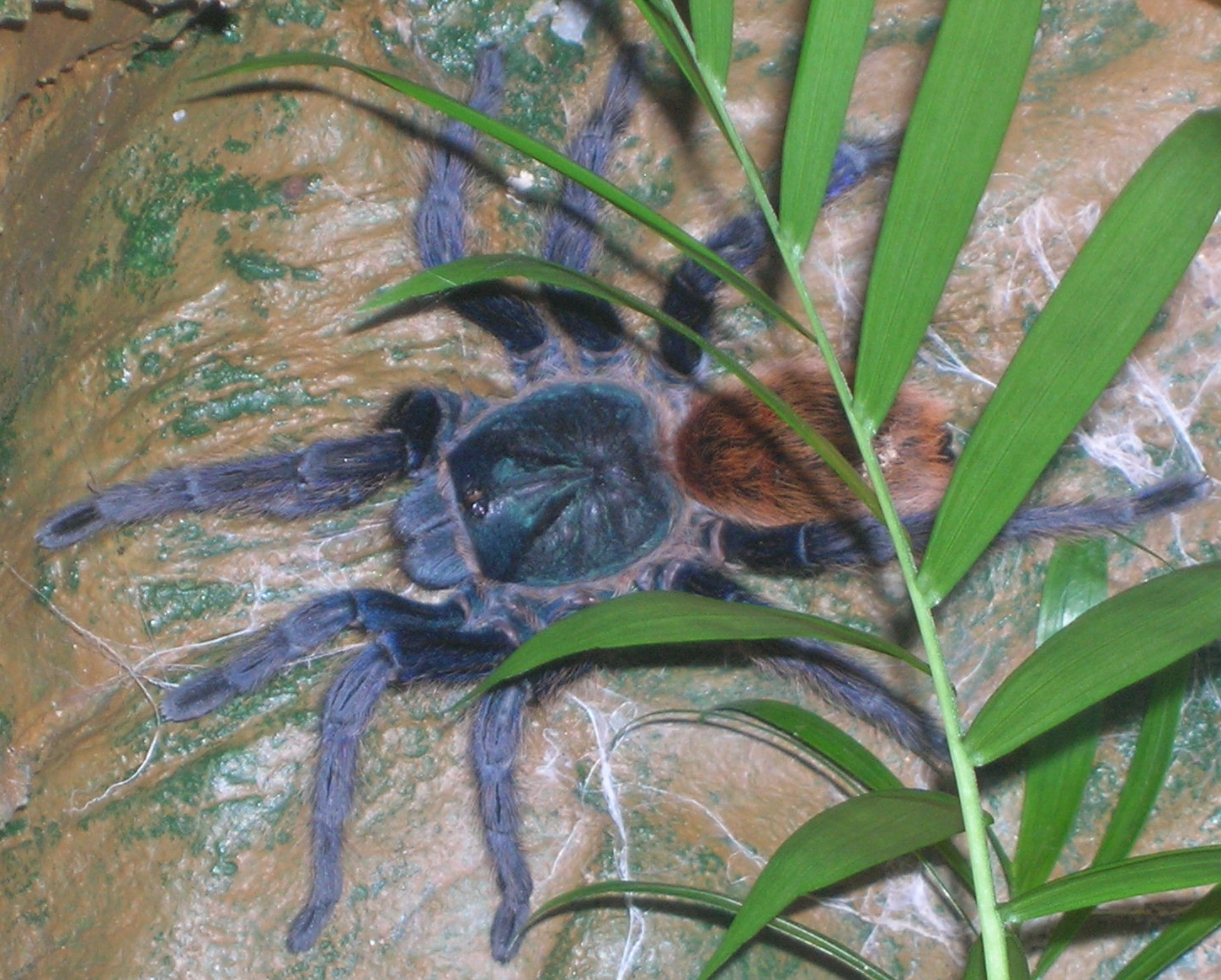
Macho
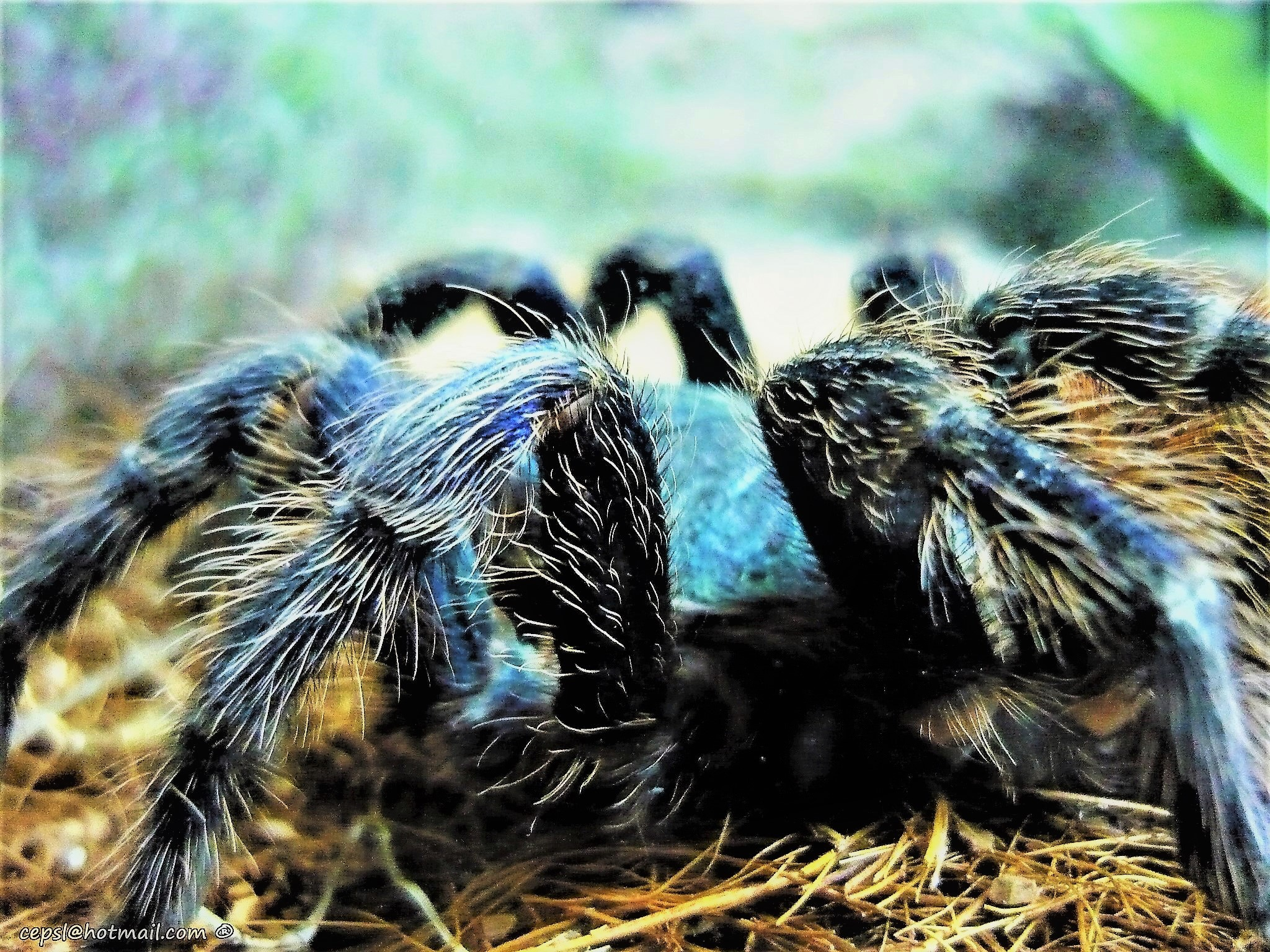